# Penta-di-Casinca
Penta-di-Casinca [pɛnta di kazinka] est une commune française située dans la circonscription départementale de la Haute-Corse et le territoire de la collectivité de Corse. Elle appartient à l'ancienne piève de Casinca.

## Géographie

Panorama du village de Penta.

Les communes limitrophes sont Castellare-di-Casinca, Porri, Pruno, Silvareccio, Sorbo-Ocagnano et Taglio-Isolaccio.

### Situation
Penta-di-Casinca se situe dans la microrégion de Casinca ou ancienne pieve de Casinca, à une trentaine de kilomètres au sud de Bastia, environ à mi-chemin entre le chef-lieu de la Haute-Corse et Aléria. Le cœur historique du village offre une vue panoramique incomparable sur la Mer Tyrrhénienne. Au sud-ouest, la commune se trouve en limite du parc naturel régional de Corse auquel elle n'a pas adhéré.
La petite ville qui appartient au canton de Vescovato est assez fréquemment dénommée Penta-Folelli sur beaucoup de cartes ou guides touristiques.
Communes limitrophes

### Hydrographie
Le Fium'Alto sépare la commune de Penta-di-Casinca de la Tavagna (région Costa Verde).

## Urbanisme

### Typologie
Au 1er janvier 2024, Penta-di-Casinca est catégorisée bourg rural, selon la nouvelle grille communale de densité à sept niveaux définie par l'Insee en 2022.
Elle appartient à l'unité urbaine de Penta-di-Casinca, une agglomération intra-départementale regroupant sept  communes, dont elle est ville-centre,,. Par ailleurs la commune fait partie de l'aire d'attraction de Bastia, dont elle est une commune de la couronne,. Cette aire, qui regroupe 93 communes, est catégorisée dans les aires de 50 000 à moins de 200 000 habitants,.
La commune, bordée par la mer Méditerranée, est également une commune littorale au sens de la loi du 3 janvier 1986, dite loi littoral. Des dispositions spécifiques d’urbanisme s’y appliquent dès lors afin de préserver les espaces naturels, les sites, les paysages et l’équilibre écologique du littoral, tel le principe d'inconstructibilité, en dehors des espaces urbanisés, sur la bande littorale des 100 mètres, ou plus si le plan local d’urbanisme le prévoit.

### Occupation des sols
L'occupation des sols de la commune, telle qu'elle ressort de la base de données européenne d’occupation biophysique des sols Corine Land Cover (CLC), est marquée par l'importance des forêts et milieux semi-naturels (49,4 % en 2018), une proportion sensiblement équivalente à celle de 1990 (49,7 %). La répartition détaillée en 2018 est la suivante : 
forêts (40,8 %), zones agricoles hétérogènes (19,7 %), zones urbanisées (10,7 %), cultures permanentes (9,9 %), milieux à végétation arbustive et/ou herbacée (8,6 %), prairies (4,8 %), terres arables (3,4 %), zones industrielles ou commerciales et réseaux de communication (2 %), eaux maritimes (0,1 %). L'évolution de l’occupation des sols de la commune et de ses infrastructures peut être observée sur les différentes représentations cartographiques du territoire : la carte de Cassini (XVIIIe siècle), la carte d'état-major (1820-1866) et les cartes ou photos aériennes de l'IGN pour la période actuelle (1950 à aujourd'hui).

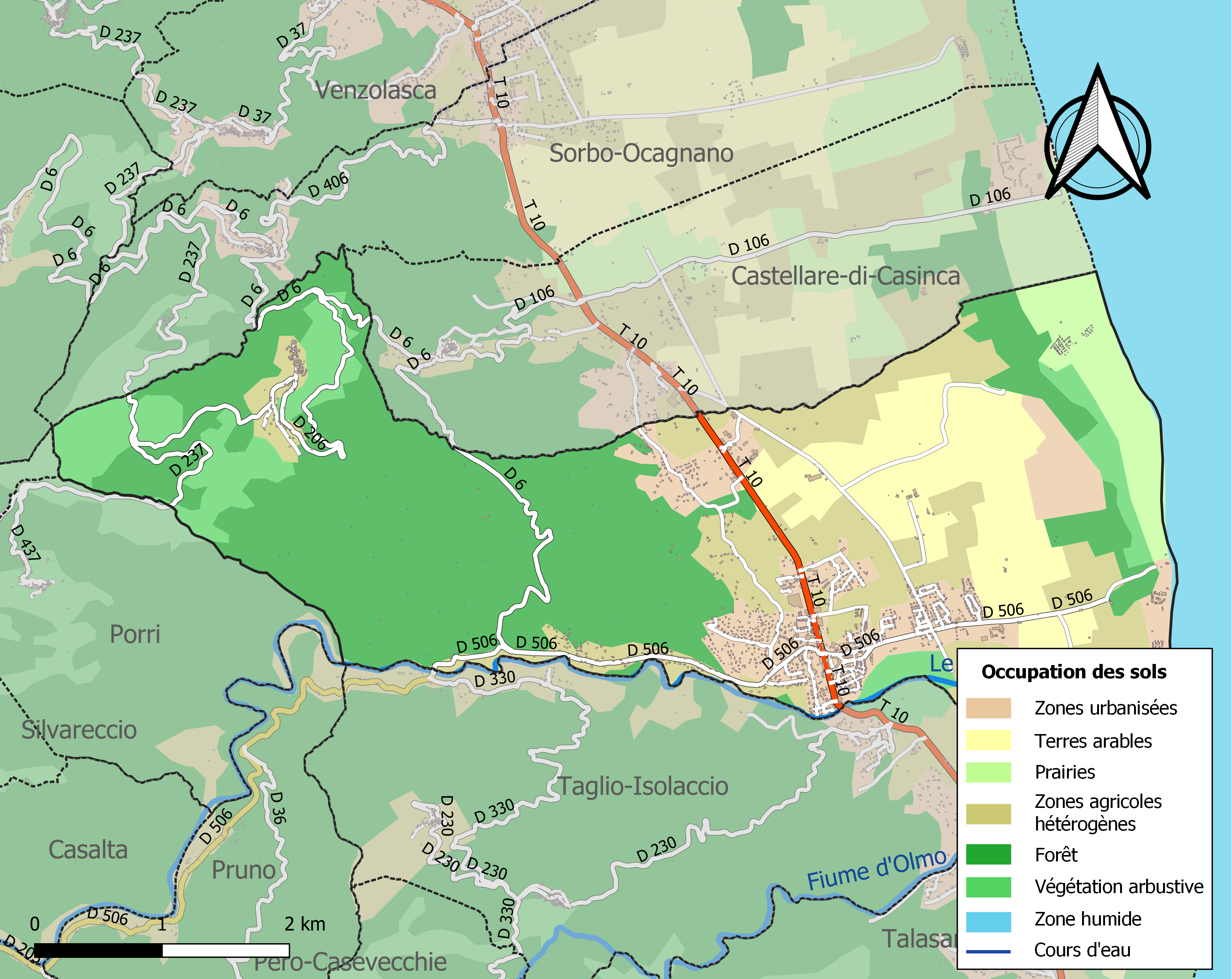
Carte des infrastructures et de l'occupation des sols de la commune en 2018 (CLC).

### Voies de communication et transports

#### Transports
Hormis le transport scolaire, il n'existe pas de services réguliers de transport de voyageurs et de marchandises à Penta-di-Casinca. Deux entreprises assurent néanmoins à la demande, des excursions touristiques et des voyages organisés. Un taxi se trouve aussi à Folelli.
Le village est distant, par route, de :
- 14 km de la gare la plus proche, la gare de Casamozza,
- 19 km de l'aéroport de Bastia Poretta,
- 36 km du port de commerce de Bastia.

## Histoire
Penta-di-Casinca est l'une des sept communes du canton de Vescovato qui se dénommait un moment donné "pieve de la Casinca". Ce territoire est délimité au nord par la partie terminale du plus long fleuve de l'île, le Golo, à l'ouest par la chaîne montagneuse du Sant'Angelo qui culmine à 1 218 m, au sud par un autre cours d'eau le Fium'Alto, à l'est par la mer Tyrrhénienne.

### Temps modernes
À partir du XVIe siècle, tout le littoral de l'île était razzié par les Barbaresques. Afin d'assurer la sécurité des populations, Gênes met en place un dispositif de défense des côtes. De nombreuses tours littorales sont construites, financées par les communautés ou les pievi. C'est ainsi que dans ce secteur oriental de l'île, une tour génoise avait été construite sur l'actuelle commune de Penta-di-Casinca, à San Pellegrino, à près d'un kilomètre au nord de l'embouchure du Fium'Alto, en même temps que d'autres fortifications, aujourd'hui ruinées ou disparues, telle la tour de Punta d'Arco (Borgo) au nord, la Torra Fiorentina (San-Giuliano), la tour d'Alistro, la tour de Bravone ou encore la tour de Diana au sud.
En 1541, Dragut qui avait racheté sa liberté après avoir été capturé à Girolata, avec une flotte importante vint piller et brûler Castellare en Casinca, Monticello en Balagne, Sarla (dans le « Delà des Monts »), ainsi que beaucoup d'autres villages qu'il rencontra sur son passage.
Vers 1520, la pieve de Casinca comptait environ 3250 habitants. Elle avait pour lieux habités : lo Vescovato, Loreto, la Venzolascha, Sorbo, Ocagiani, la Penta, lo Catelar, San Jacobo, Porri.

### Époque contemporaine

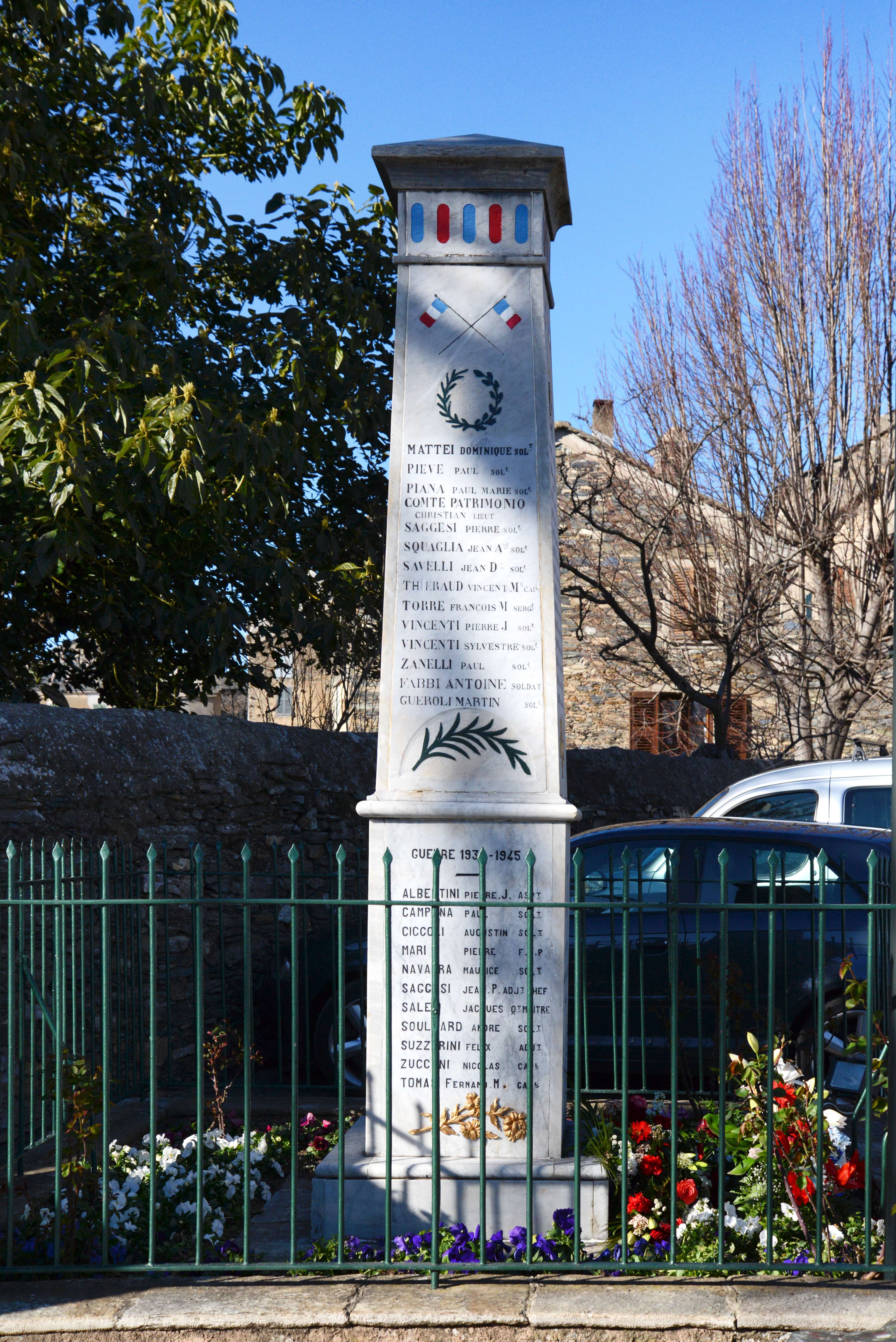
Monument aux morts.

Lors de la Seconde Guerre mondiale, 2 des 4 premiers membres de la mission secrète Pearl Harbour, Toussaint Griffi, et Laurent Preziosi descendaient à la station ferroviaire de Folelli pour se rendre à Taglio-Isolaccio chez les parents de ce dernier et se soustraire ainsi aux investigations policières de l'Ovra. La ligne ferroviaire existait encore à cette époque.
Ils avaient pour mission d'assurer la coordination des réseaux de résistance en vue d'un débarquement des troupes françaises implantées en Afrique du Nord libérée depuis le 8 novembre 1942. Ils avaient débarqué la nuit, le 14 décembre 1942 dans la baie de Topiti (proche de Piana) par le sous-marin Casabianca, avec Roger de Saule chef de mission, et le radio Pierre Griffi qui sera arrêté, atrocement torturé sans avoir parlé et fusillé le 18 août 1943.
En 1954, le canton de Vescovato était composé avec les communes de Castellare-di-Casinca, Loreto-di-Casinca, Penta-di-Casinca, Porri, Sorbo-Ocagnano, Venzolasca et Vescovato.
En 2010, le canton de Vescovato est transféré de l'arrondissement de Bastia à l'arrondissement de Corte.

## Politique et administration

### Liste des maires
| Période       | Période       | Identité                             | Étiquette    | Qualité                                                                                  |
| ------------- | ------------- | ------------------------------------ | ------------ | ---------------------------------------------------------------------------------------- |
| 1799          | 1803          | Limperani                            |              |                                                                                          |
| 1803          | 1810          | GF.Galeazzi                          |              |                                                                                          |
| 1810          | 1816          | De Giovani                           |              |                                                                                          |
| 1816          | 1819          | Trojani                              |              |                                                                                          |
| 1819          | 1821          | Preziosi                             |              |                                                                                          |
| 1821          | 1832          | GF.Galeazzi                          |              |                                                                                          |
| 1832          | 1840          | Aloïsi                               |              |                                                                                          |
| 1840          | 1842          | M.Galeazzi                           |              |                                                                                          |
| 1842          | 1848          | Casanova                             |              |                                                                                          |
| 1848          | 1849          | Tommasi                              |              |                                                                                          |
| 1849          | 1860          | H.Galeazzi                           |              |                                                                                          |
| 1860          | 1865          | J.Campana                            |              |                                                                                          |
| 1865          | 1867          | Frediani                             |              |                                                                                          |
| 1867          | 1878          | Limperani                            |              |                                                                                          |
| 1878          | 1893          | SP.Campana                           |              |                                                                                          |
| 1893          | 1896          | Torre                                |              |                                                                                          |
| 1896          | 1908          | Pernice                              |              |                                                                                          |
| 1908          | 1912          | Torre                                |              |                                                                                          |
| 1912          | 1919          | Suzzarini                            |              |                                                                                          |
| 1925          | 1926          | Persin                               |              |                                                                                          |
| 1926          | 1929          | C.Belgodere                          |              |                                                                                          |
| 1929          | 1935          | S.Belgodere                          |              |                                                                                          |
| 1935          | 1943          | Don Marc Giamarchi                   |              |                                                                                          |
| 1943          | mars 1959     | Leoncini                             |              |                                                                                          |
| mars 1959     | mars 1983     | Simon Sampieri                       | PCF          |                                                                                          |
| mars 1983     | novembre 2010 | Joseph Castelli                      | PCF puis PRG | Conseiller général et président du conseil général (2010-2015)                           |
| novembre 2010 | En cours      | Yannick Castelli (Fils du précédant) | PRG          | Conseiller départemental du Canton de Casinca-Fumalto (2015-2017) Conseiller territorial |

Source : Site officiel de la commune

## Population et société

### Démographie
L'évolution du nombre d'habitants est connue à travers les recensements de la population effectués dans la commune depuis 1800. Pour les communes de moins de 10 000 habitants, une enquête de recensement portant sur toute la population est réalisée tous les cinq ans, les populations de référence des années intermédiaires étant quant à elles estimées par interpolation ou extrapolation. Pour la commune, le premier recensement exhaustif entrant dans le cadre du nouveau dispositif a été réalisé en 2008.
| 1800 | 1806 | 1821 | 1831 | 1836 | 1841 | 1846 | 1851  | 1856 |
| ---- | ---- | ---- | ---- | ---- | ---- | ---- | ----- | ---- |
| 726  | 738  | 838  | 859  | 868  | 900  | 930  | 1 038 | 880  |

| 1861  | 1866  | 1872  | 1876  | 1881  | 1886  | 1891  | 1896  | 1901 |
| ----- | ----- | ----- | ----- | ----- | ----- | ----- | ----- | ---- |
| 1 122 | 1 050 | 1 200 | 1 019 | 1 073 | 1 110 | 1 140 | 1 018 | 918  |

| 1906  | 1911  | 1921  | 1926 | 1931 | 1936 | 1946 | 1954 | 1962 |
| ----- | ----- | ----- | ---- | ---- | ---- | ---- | ---- | ---- |
| 1 003 | 1 092 | 1 005 | 879  | 816  | 854  | 802  | 866  | 546  |

| 1968 | 1975 | 1982  | 1990  | 1999  | 2006  | 2008  | 2013  | 2018  |
| ---- | ---- | ----- | ----- | ----- | ----- | ----- | ----- | ----- |
| 683  | 861  | 1 348 | 1 917 | 2 438 | 2 761 | 2 855 | 3 320 | 3 386 |

| 2022  | - | - | - | - | - | - | - | - |
| ----- | - | - | - | - | - | - | - | - |
| 3 523 | - | - | - | - | - | - | - | - |

La commune recense un nombre croissant de jeunes de moins de 20 ans qui représentent 28 % de la population.
L’évolution de sa population est relativement importante et régulière depuis 1982, avec un rythme moyen de l’ordre de 4 % d’augmentation par an

### Cultes
L'église paroissiale Saint-Michel relève du diocèse d'Ajaccio.

## Culture locale et patrimoine

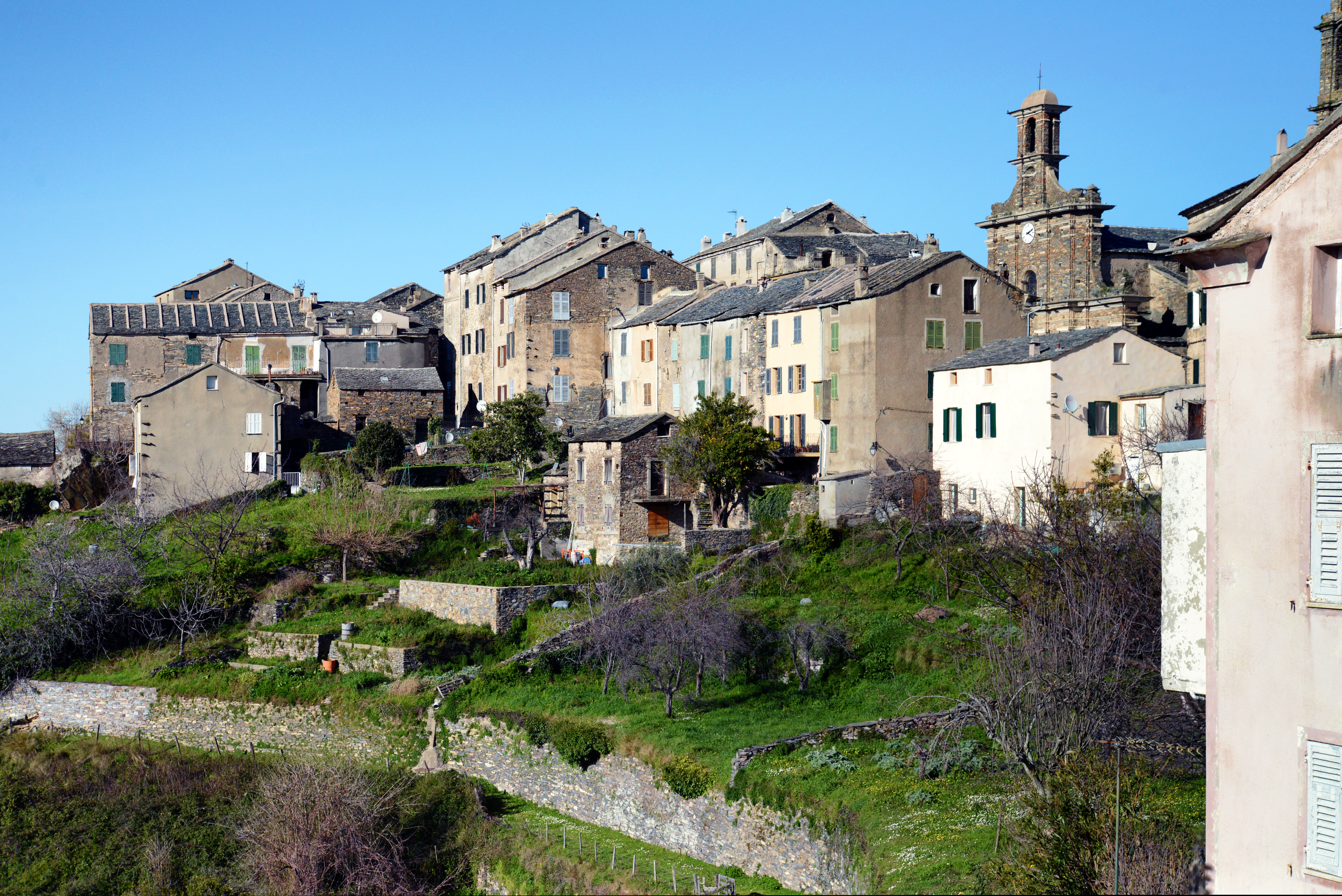
Vue de U Carrughju

Le village de Penta-di-Casinca, site classé le 28 août 1973 par décret et reconnu « Site Pittoresque du Département de la Corse », est le seul village de Corse classé dans son intégralité.
Au regard de ce remarquable bâti, la municipalité a voulu la sauvegarde de ce patrimoine ; pour cela, elle a  établi, en partenariat avec le Service Départemental d’Architecture de l’Environnement et la DIREN, un cahier des charges de prescriptions architecturales.

### Lieux et monuments
- Monument aux morts

#### Église paroissialeSaint-Michel

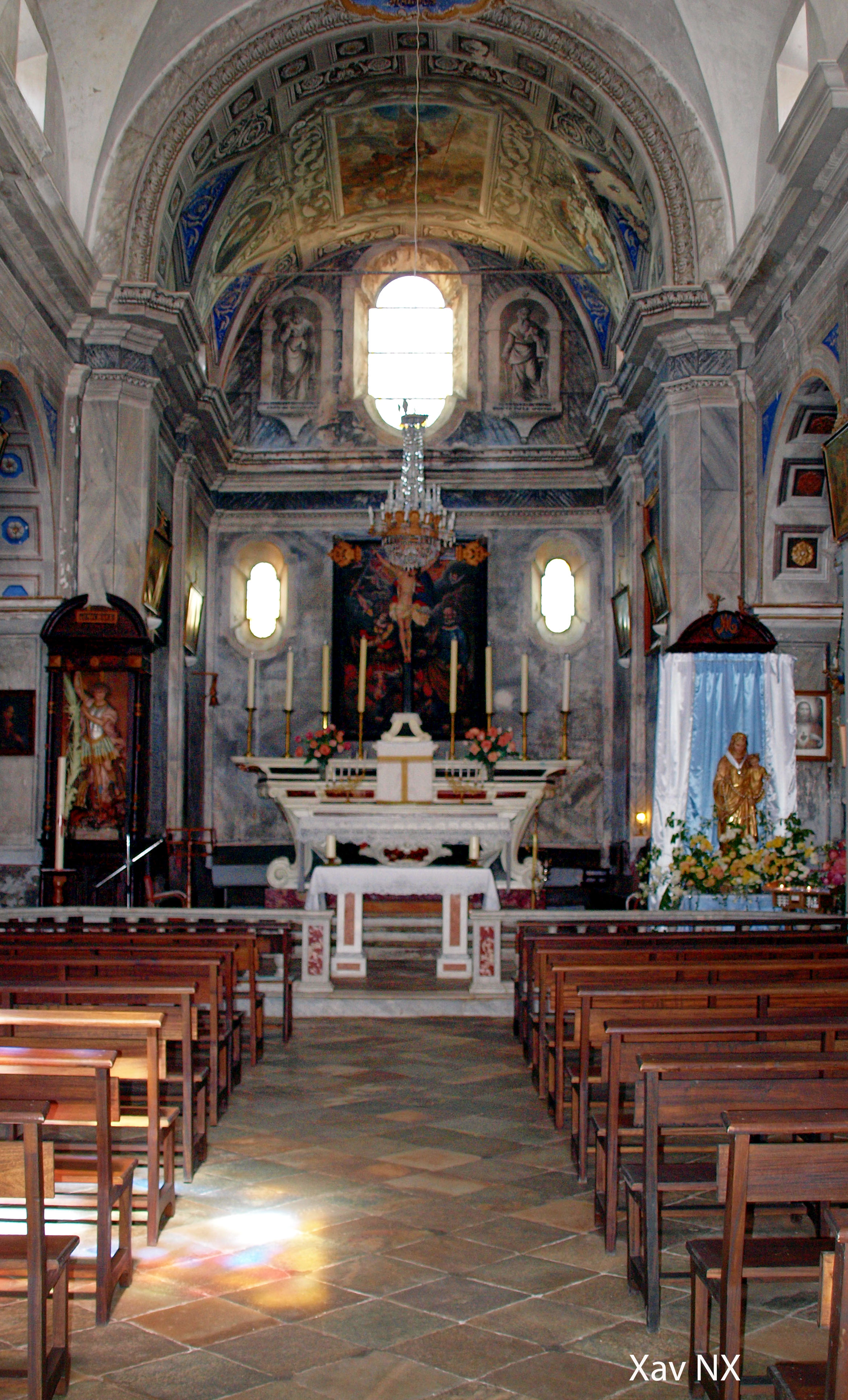
Intérieur de l'église paroissiale

L'église paroissiale San Michele datée de 1760, a été construite en remplacement de l'édifice antérieur, du Xe siècle. De style baroque, l'édifice est composé d'une nef centrale et de bas-côtés, avec un chœur à chevet plat. L'église est inscrite Monument historique pour son décor intérieur.

#### Chapelle du Christ-Roi
La chapelle du Christ-Roi se situe au centre de l'agglomération de Folelli. Elle est un lieu de culte.

#### Église Saint-André
Les ruines de cette église isolée, se situent à l'est du village de Penta, en limites de la commune de Castellare-di-Casinca.

### Patrimoine culturel
Plusieurs monuments, ouvrages et œuvres sont repris à l'inventaire général du patrimoine culturel :

#### Maisons, fermes
Le village comprend un bâti de 919 maisons (INSEE) ; sur les 67 d'entre elles repérées, 19 ont été étudiées. Toutes celles-ci, du XVIe siècle au XXe siècle, sont en schiste, moellon et enduit, avec une traditionnelle couverture d'ardoise. Elles sont reprises à l'inventaire.

#### Aqueduc
L'ouvrage dont il ne reste que des vestiges, se situe près du ravin de Rubella à l'ouest du village de Penta. Il date de la première moitié du XIXe siècle (?).

#### Mairie
Le bâtiment pourrait dater de la seconde moitié du XIXe siècle. Une fontaine est aménagée sous le perron.

#### Ancienne église Saint-Michel

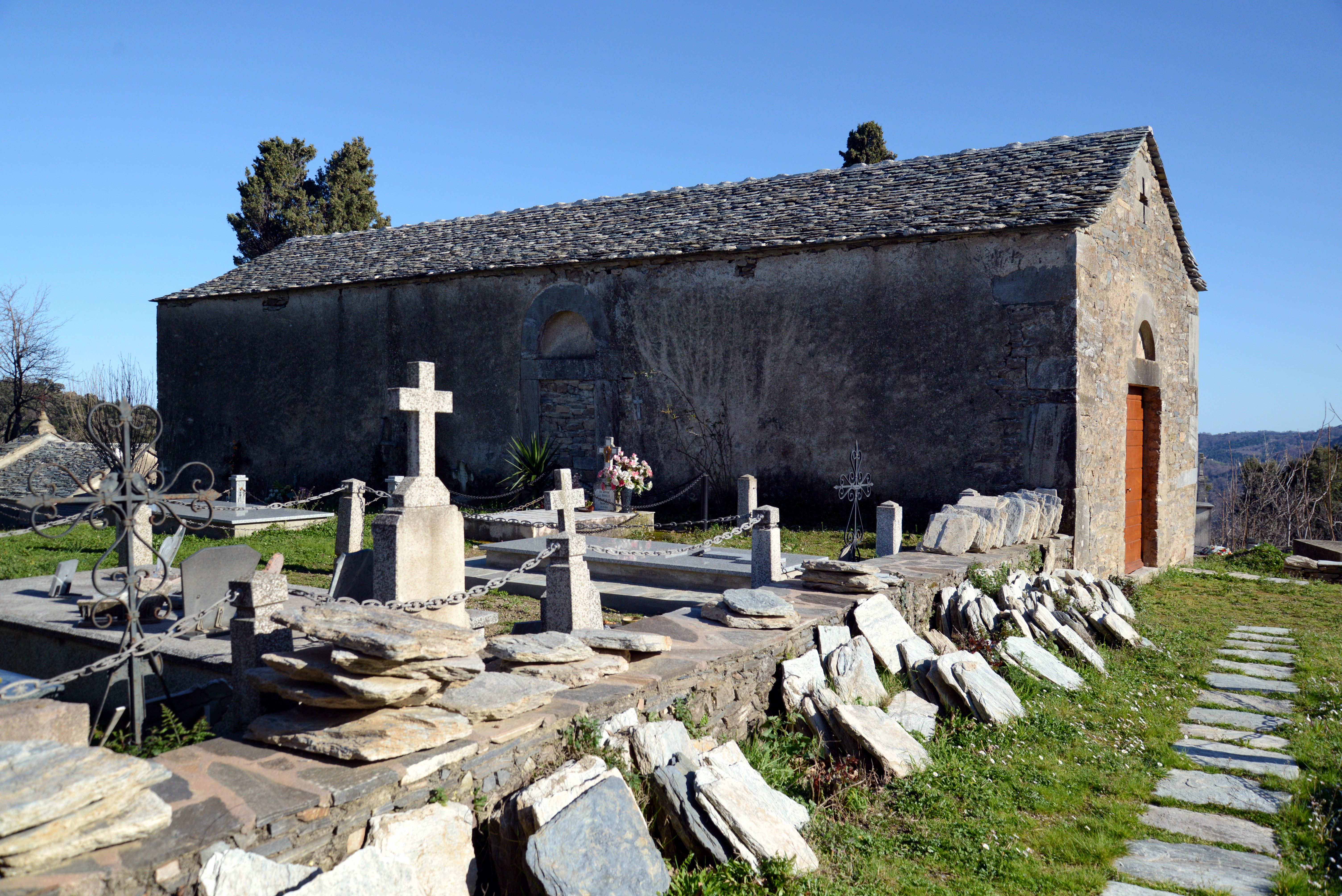
Ancienne église Saint Michel

Cette ancienne église paroissiale se trouve au lieu-dit Campo Santo (cimetière). Elle date du milieu du Moyen Âge. Elle est mentionnée en 1646 dans le rapport de visite pastorale de Monseigneur Marliani, évêque de Mariana et Accia. Elle perd sa fonction d'église curiale en 1760 avec la construction en 1760 d'une nouvelle église paroissiale élevée au centre du village. Elle a été restaurée aux XIXe et XXe siècles.
S'y trouve le mobilier de l'ancienne église repris également à l'inventaire général du patrimoine culturel.

#### Chapelle domestique de l'Annonciation
La chapelle est située dans la maison de notable de la famille Galeazzi. Elle date de 1694 et a été restaurée.
Elle renferme deux œuvres remarquables, reprises à l'inventaire général du patrimoine culturel :
- tableau d'autel Annonciation du XVIIIe siècle (?)[25] ;
- son mobilier[26].

#### Chapelle funéraire de la famille Battaglini
La chapelle qui se trouve au cimetière (Campo santo), date du 3e quart du XIXe siècle.

#### Chapelle funéraire de la famille Sampieri
La chapelle se trouve au cimetière (Campo santo), date du 3e quart du XIXe siècle.

#### Chapelle funéraire de la famille Galeazzi
Celle-ci date du XIXe siècle.

#### Chapelle funéraire
Cette autre chapelle funéraire privée est localisée au cimetière. Elle date de 1861 comme porté sur l'édifice.

#### Poste d'observation, tour génoise de San Pellegrino
La tour date du milieu du XVIe siècle. Il n'en reste que les vestiges d'un ensemble anciennement formé d'une tour de plan carré couverte d'une terrasse et complétée en 1760 de fortifications entourées d'un fossé.

#### Usine métallurgique dite forge de Fiumalto, dite forge de San Pellegrino
La forge se situe près de Chiappatella à Folelli. Elle a été construite en 1629 à l'emplacement d'une forge existante. Vers la fin du XVIIIe siècle elle produisait cent cinquante livres de fer par jour ; elle fonctionnait encore en 1832. Elle est à l'état de vestiges.

#### Ancienne usine d'acide gallique
La Société anonyme des usines de Champlan créée en 1892 avec son siège à Bastia et administrée successivement par Charles Vittini puis à partir de 1903 par M. Lemaitre puis M. Texier récupère à Champlan (Campo Piano) dans la vallée du Fium'Alto les installations des fabriques d'acide gallique de la société Gallien frères et compagnie de Longjumeau, après avoir procédé à une augmentation de son capital, qui de 100 000 F, passe à 190 000 F.
En 1903, elle fait construire une fabrique et une découpeuse de bois.
Il semble que tous ces bâtiments aient peu à peu été démolis entre 1926 et 1933.
En 1907-1908 la Société anonyme des usines de Champlan achète des terrains à Folelli au lieu-dit Chiappatella et fait construire "une fabrique de produits chimiques, un atelier de menuiserie et un laboratoire, une tonnellerie mécanique".
En 1924 elle est rachetée par la Compagnie française d'extraits tinctoriaux et tannants (société anonyme du Havre) qui ferme l'usine en avril 1935. En 1936, c'est au tour de la société de Champlan et de Folelli de prendre le relais et de l’ouvrir à nouveau. Mais les installations tournent au ralenti, jusqu'à leur fermeture définitive en 1956.
À partir de 1899 et jusqu'en 1907 la Société corse pour le traitement des bois, société anonyme dont le siège social est à Bastia et dont M. Chardon est l'administrateur, fait construire une usine à bois et des dépendances à Barchetta, près du Golo. En 1917, cette société est rachetée par la société anonyme de Champlan. En 1936, la société de Champlan et Folelli devient propriétaire de tous ces bâtiments industriels.
En 1950, la société de Champlan et Folelli, devenue Société de cellulose et des tannins corses, Sarl au capital de 120 000 F, dont le siège social est à Ponte-Leccia et dont les usines sont à Ponte-Leccia et Barchetta, est sur le déclin : la société subit durement, dans la spécialité qui est la sienne des extraits tannants de bois de châtaignier, la concurrence internationale de l'Argentine et de l'Afrique du Sud qui exploitent et exportent des produits à plus grande teneur tannique.
La fermeture des deux usines de Ponte-Leccia et Barchetta (l’usine de Champlan avait arrêté sa production pendant la guerre, celle de Folelli en 1956) - toucha, en 1963, en plus des quelque 270 salariés, plusieurs centaines de bûcherons et de transporteurs.
C’était sans doute, en ce début des années 1960, les usines les plus importantes de Haute-Corse après la mine d’amiante de Canari.
L'ancienne usine est reprise à l'inventaire.

### Patrimoine naturel

#### ZNIEFF
Penta-di-Casinca est concernée par deux Zones Naturelles d'Intérêt Ecologique Faunistique et Floristique (ZNIEFF) :
Hauts maquis préforestiers des collines orientales de la Castagniccia
Dix communes de la Casinca et du Verde sont concernées par cette zone qui couvre une superficie de 5 246 ha. La zone fait l'objet de la fiche ZNIEFF 940004230 - Hauts maquis préforestiers des collines orientales de la Castagniccia.
Cordon littoral, zones humides et canaux du nord de San Pellegrino
La zone couvre une superficie de 103 ha du territoire communal. Elle fait l'objet de la fiche ZNIEFF 940030085 - Cordon littoral, zones humides et canaux du nord de San Pellegrino.

## Personnalités liées à la commune
- Antoine Saggessi (abbé -) (1884 A Penta di Casinca - † 1974 U Viscuvatu). Dans ses poèmes en langue corse "Sumente" (1968), l’amour d’autrui est inséparable de l’amour de Dieu.
- Xavier Tomasi (né à A Penta di Casinca en 1876). Musicien. Auteur d’un recueil de chants populaires corses.
- Luc-Antoine Viterbi (1769 A Penta di Casinca - † 1821 Bastia). Avocat. Homme politique. Condamné à mort en 1821, se laisse mourir de faim en prison en notant au jour le jour l’évolution du dépérissement de son corps.
- Bernard Leandri, héros de la guerre de 14-18.
- Michel Camus (1929-2003) poète philosophe, éditeur.